# Mantuanskt kors

Mantuanskt kors

Ett mantuanskt kors är ett likarmat kors med breda utsvängda armar. Namnet kommer av den italienska staden Mantua (Mantova). Korset används bland annat på Wallis- och Futunaöarnas flagga och i Sveriges stora riksvapen.

## Bilder

Tyska ordens kors.
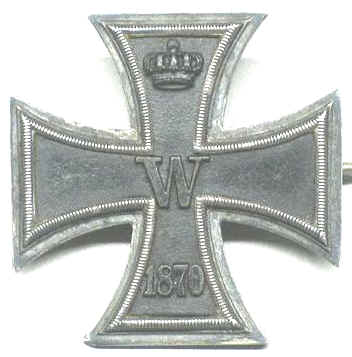
Järnkorset (1870).
Wallis- och Futunaöarnas flagga
Sveriges stora riksvapen.